# Discografie van Bryan Mg
Hieronder volgt de discografie van de Belgische artiest Bryan Mg, met name zijn albums en zijn nummers met een notering in een hitlijst. 

## Albums
| Album                             | Verschijnen      | Label   | Hitlijsten | Hitlijsten | Hitlijsten | Hitlijsten | Opmerkingen                     |
| Album                             | Verschijnen      | Label   | BE (VL)    | BE (VL)    | NL         | NL         | Opmerkingen                     |
| Album                             | Verschijnen      | Label   | Piek       | Weken      | Piek       | Weken      | Opmerkingen                     |
| --------------------------------- | ---------------- | ------- | ---------- | ---------- | ---------- | ---------- | ------------------------------- |
| MGSeason                          | 31 augustus 2018 | Striker | —          | —          | —          | —          | Studioalbum                     |
| MGSeason 2                        | 28 februari 2020 | Striker | 68         | 3          | 28         | 11         | Studioalbum / Goud in Nederland |
| Bryan                             | 9 juli 2021      | Striker | 158        | 1          | 30         | 2          | Studioalbum                     |
| Perfecte timing (met Architrackz) | 3 maart 2022     | Striker | —          | —          | 12         | 14         | Studioalbum                     |

## Singles
| Lied                                                | Verschijnen       | Album                         | Hitlijsten | Hitlijsten | Hitlijsten  | Hitlijsten  | Hitlijsten   | Hitlijsten   | Hitlijsten | Opmerkingen          |
| Lied                                                | Verschijnen       | Album                         | BE (VL)    | BE (VL)    | NL (Top 40) | NL (Top 40) | NL (Top 100) | NL (Top 100) | FR         | Opmerkingen          |
| Lied                                                | Verschijnen       | Album                         | Piek       | Weken      | Piek        | Weken       | Piek         | Weken        | Piek       | Opmerkingen          |
| --------------------------------------------------- | ----------------- | ----------------------------- | ---------- | ---------- | ----------- | ----------- | ------------ | ------------ | ---------- | -------------------- |
| Hard 2 get (met Architrackz)                        | 5 april 2019      | MGSeason 2                    | —          | —          | —           | —           | 38           | 31           | —          | Platina in Nederland |
| My bébé (met Frenna)                                | 1 november 2019   | MGSeason 2                    | tip        | —          | tip2        | —           | 11           | 23           | —          | Platina in Nederland |
| I wanna (met Jandro)                                | 27 maart 2020     | —                             | —          | —          | —           | —           | 66           | 2            | —          |                      |
| Christian Dior (met Dopebwoy)                       | 10 april 2020     | Hoogseizoen (van Dopebwoy)    | —          | —          | tip2        | —           | 17           | 28           | —          | Platina in Nederland |
| Get it all (met Boef en Henkie T)                   | 19 juni 2020      | —                             | tip        | —          | —           | —           | 14           | 5            | —          | Goud in Nederland    |
| PC Hooftstraat (met La$$a, Leafs en Geechi)         | 9 juli 2020       | —                             | —          | —          | —           | —           | 78           | 1            | —          |                      |
| Bad like me (met KM en Yxng Le)                     | 20 juli 2020      | —                             | —          | —          | —           | —           | 62           | 1            | —          |                      |
| Shawty is a freak (met Henkie T, Yssi SB en Frnkie) | 24 juli 2020      | Netwerk (van Henkie T)        | —          | —          | tip8        | —           | 23           | 9            | —          | Goud in Nederland    |
| Ondernemer (met Kempi, Architrackz en Wawa)         | 30 juli 2020      | Perfecte timing               | —          | —          | —           | —           | 74           | 6            | —          | Platina in Nederland |
| Fya (met Jonna Fraser)                              | 31 juli 2020      | Calma (van Jonna Fraser)      | —          | —          | —           | —           | 48           | 3            | —          |                      |
| Validé (met 3robi en SRNO)                          | 8 april 2021      | Bryan                         | —          | —          | —           | —           | 68           | 3            | —          |                      |
| Nasty (met Cho)                                     | 13 mei 2021       | Chosen (van Cho)              | —          | —          | —           | —           | 95           | 1            | —          |                      |
| Ça sert à rien (met Emms en Broederliefde)          | 17 juni 2021      | Bryan                         | —          | —          | —           | —           | 31           | 6            | —          | Goud in Nederland    |
| Montana (met SRNO, 3robi & Henkie T)                | 10 september 2021 | Flex mood (van SRNO en 3robi) | —          | —          | —           | —           | 50           | 3            | —          |                      |
| Meditatie (met Bizzey, SRNO en Bo Hélène)           | 25 maart 2022     | —                             | —          | —          | —           | —           | 70           | 2            | —          |                      |
| Ghazali (met Dytinct)                               | 3 juni 2022       | —                             | —          | —          | —           | —           | 67           | 2            | 121        |                      |
| Doe wat je doet (met Sevn Alias en SRNO)            | 9 maart 2023      | —                             | —          | —          | —           | —           | 88           | 1            | —          |                      |